# Aeropuerto El Loa
El Aeropuerto El Loa (IATA: CJC; OACI: SCCF) está ubicado a 6 km al sur este de la ciudad de Calama en Chile. Forma parte de la red aeroportuaria primaria del país.
Este aeropuerto es de categoría 4C, lo que permite que operen aeronaves con una envergadura máxima de 36 m. Cuenta con una plataforma de 20000 m² y dos calles de rodaje de 50 x 23 m que unen pista y plataforma de estacionamiento de aeronaves.[cita requerida] La administración de esta infraestructura pública está a cargo de la Dirección General de Aeronáutica Civil (DGAC).

## Historia

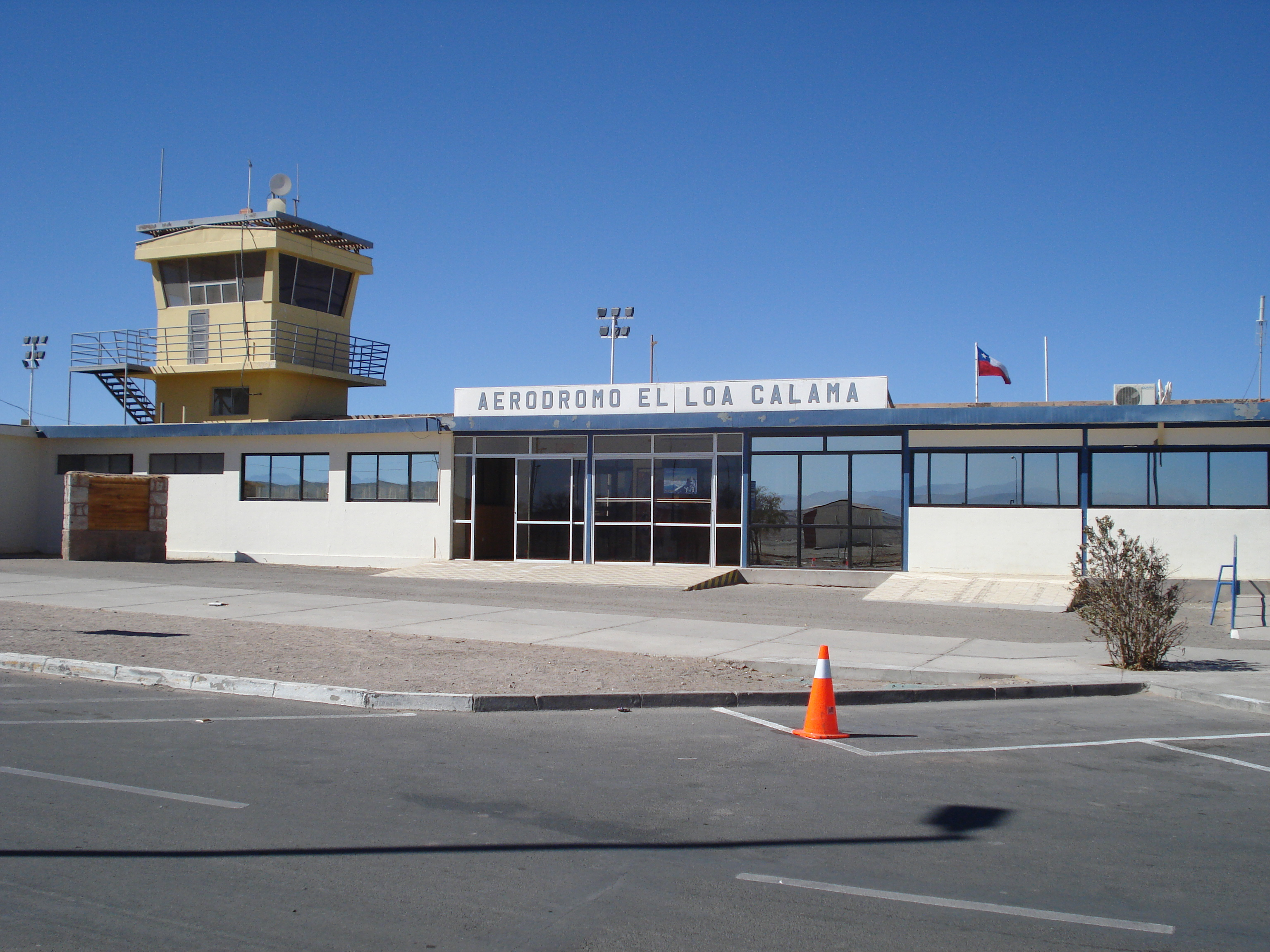
Antigua terminal de pasajeros y torre de control en 2010.

Estas dependencias fueron entregadas en un contrato de concesión por el Estado de Chile a la empresa "Aeropuerto El Loa Sociedad Concesionaria S.A.", según Decreto Supremo MOP N.º 976 del 14 de octubre de 1997. El periodo de la concesión finalizó el 12 de junio de 2010.
Para el año 2014 se realizó la inauguración de un nuevo aeródromo, el cual cuenta con 8100 metros cuadrados construidos. Además contempla la instalación de 3 mangas de embarque, una nueva torre de control de 28 metros de alto (la antigua tenía 16 m.), el aumento de estacionamientos de 130 a 500 plazas, desarrollo de 12 puntos comerciales dentro del terminal, obras de paisajismo y vialidad interna, la ampliación de estacionamiento de aeronave, servicio de Extinción de Incendio (SSEI), el Hangar del Club Aéreo, la Planta de Tratamiento de Aguas Servidas y el edificio de la Dirección General de Aeronáutica Civil (emplazada en el antiguo terminal de pasajeros).

## Instalaciones

### Terminal de pasajeros
El aeródromo contaba con una pequeña torre de control y con un terminal de pasajeros de 1 piso, en el cual había espacio para 2 aerolíneas (en ese entonces Ladeco y Lan Chile), 1 puerta de embarque y el espacio de llegadas de vuelos.
Este edificio fue reutilizado como edificio administrativo y reemplazado por el edificio actual, de 2 pisos, con 4 espacios para la aerolínea, un local de Comida en el segundo piso, en donde también hay una buena panorámica para ver los aviones que están estacionados en su espacio. En el primer piso está la sala de embarque, con 5 puertas y un Salón vip. Además cuenta con 4 Baños (2 de Varones y 2 de Damas), puestos en el exterior de la sala de embarque, y 2 dentro. La sala de llegadas cuenta con una cinta transportadora de equipaje, y carros para llevar el equipaje.

### Otras dependencias
El aeródromo cuenta con 1 pista de aterrizaje, con los números 28/10, que puede llegar a soportar un avión de 33 metros. Además el aeródromo cuenta con un estacionamiento de aviones que puede llegar a albergar hasta 5 aviones, y también una dependencia, aparte del edificio del terminal de pasajeros, de LATAM Cargo, para enviar embalajes.
Además cuenta con un estacionamiento público para dejar y llevar pasajeros.

## Aerolíneas y destinos

### Destinos nacionales
| Ciudad            | Nombre del aeropuerto                          | Aerolíneas                       |
| ----------------- | ---------------------------------------------- | -------------------------------- |
| La Serena         | Aeródromo La Florida                           | JetSmart LATAM Chile Sky Airline |
| Santiago de Chile | Aeropuerto Internacional Arturo Merino Benítez | JetSmart LATAM Chile Sky Airline |
| Concepción        | Aeropuerto Carriel Sur                         | JetSmart LATAM Chile             |

### Estadísticas
| Lugar | Ciudad            | Pasajeros | Cambio | Aerolíneas                   |
| ----- | ----------------- | --------- | ------ | ---------------------------- |
| 1     | Santiago de Chile | 767.275   | 14,6%  | LATAM, Sky Airline, JetSmart |
| 2     | La Serena         | 127.733   | 4,6%   | LATAM, Sky Airline, JetSmart |
| 3     | Concepción        | 93.471    | 30,0%  | LATAM, Sky Airline, JetSmart |

### Aerolíneas y/o Destinos cesados
LATAM Perú
- Lima, Perú (Suspendido desde marzo de 2020)

 LAN Airlines
- Arica, Chile (Finalizado en 2009)
- Iquique, Chile (Finalizado en 2009)
- Antofagasta, Chile (Finalizado en 2009)
- Copiapó, Chile (Finalizado en 2014)

 Sky Airline
- Iquique, Chile (Finalizado en 2010)
- Antofagasta, Chile (Finalizado en 2014. Por cambio modelo de negocios “Low Cost")
- Copiapó, Chile (Finalizado en 2014. Por cambio modelo de negocios “Low Cost" )

 JetSMART
- Arica, Chile (Finalizado en 2020. Por baja demanda de pasajeros)
- Antofagasta, Chile (Finalizado en 2020. Era vuelo estacional en Pandemia)
- Copiapó, Chile (Finalizado en 2019. Por baja demanda de pasajeros)

 Air Comet Chile
- Antofagasta, Chile (Finalizado en octubre de 2008, Quiebra de la compañía en 2008)
- Santiago, Chile (Finalizado en octubre de 2008. Quiebra de la compañía en 2008)

 PAL Airlines
- Arica, Chile (Finalizado en 2012. Por baja demanda de pasajeros)
- Iquique, Chile (Finalizado en 2013. Quiebra de la compañía en 2014)
- Antofagasta, Chile (Finalizado en 2013. Quiebra de la compañía en 2014)
- Copiapó, Chile (Finalizado en 2012. Por baja demanda de pasajeros)
- Santiago, Chile (Finalizado en 2014. Quiebra de la compañía en 2014)

 Amaszonas
- Iquique, Chile (Finalizado en 2018. Por restructuración de la compañía)
- Copiapó, Chile (Finalizado en 2018. Por restructuración de la compañía)

 AeroDesierto
- La Serena, Chile (Finalizado en 2015. Quiebra de la compañía en 2015)
- Santiago, Chile (Finalizado en 2015. Quiebra de la compañía en 2015)